# ワールド・ネバーランド2 〜プルト共和国物語〜
『ワールド・ネバーランド2 〜プルト共和国物語〜』（ワールド・ネバーランドツープルトきょうわこくものがたり）は、1999年2月25日にリバーヒルソフトより発売されたPlayStation用のゲームソフトである。『ワールド・ネバーランド 〜オルルド王国物語〜』の続編である。
2008年にはインターチャネル・ホロンよりWindows版の前作と本作、オンラインゲームの『ワールド・ネバーランド〜ゼーン大陸物語〜』（ゲーム利用権30日相当）をセットにした『ワールド・ネバーランド 10th Anniversary パック』が、fonfunより前作と本作をセットにしたPSP用ソフト『ワールド・ネバーランド 2in1 Portable オルルド王国物語&プルト共和国物語』が発売された。
Windows版は2010年よりDL-MARKETにてダウンロード販売されているほか、2017年にはメビウスよりパッケージ版が発売された。また、2018年10月24日からはアルティよりゲームアーカイブスにて配信されている。

## 概要
今作は、プルト王国を舞台にプレイをすることができ、システムは前作とほぼ同じである。前作のキャラクターを今作に移住させることも可能である。性格が前作まではパラメーター表示だったが、今作より称号表示に変更。

## ウルグとショルグ
プルト共和国では、労働組織であるウルグと武術組織であるショルグに分かれている。ウルグとショルグの間に関係性はない。プレイヤーを始めプルト共和国国民は子供以外全員、どれかのウルグとショルグに入る。役職の兼任は一切できない。本人ができないことはもちろん、役職付きの人の同居家族も役職につくことはできない。

### ウルグ
ウルグはリム、バハ、ガアチの3つの組織がある。リムウルグでは竿、バハウルグでは鎌、ガアチウルグではカナヅチを借りて仕事をする。したがって、所属ウルグ以外で採集作業をすることはできない。ただし、アルバイトは可能である。

### ショルグ
ショルグはコーク、ジマ、ミダの3つの組織がある。ショルグは強制的に変更されることを除いては、途中で変えることはできない。各ショルグには、ナァムという祭祀者が居る。

### サイファ評議会
共和国なので親衛隊オルグに相当するものはないが、サイファ評議会（以下、評議会）というものがある。評議会には評議会議長（以下、議長）のほか、各ウルグ長と各ショルグ長と各ナァムが在籍し、国民に関わる様々な話し合いを行う。前述のとおり、兼任することはできない。

### ギタの学舎
その年で4歳になる子供は、ギタの学舎に入学する。前作同様、教育機関は1つしかない。子供キャラは技を取得することができず、したがって各ショルグの訓練場は使えない。

## イム
イムは白い小さな生き物で、話しかけると言葉らしきものを発する。プルト共和国では神の使いとして神聖視されている。野良イムと飼いイムが居るが、若干汚れている以外にとくに違いはない。

## その他前作からの変更点
- 新たに天候が登場[注釈 1]。仕事のしやすさに影響するほか、雨や雪の日に走ると、転ぶこともある。
- 強制召喚がなくなったため、試合などでは遅刻による不戦敗、結婚では破談、評議会では不信任もありうる。